# Spyros Capralos
Spyros Kapralos (in greco Σπύρος Καπράλος?; Atene, 15 aprile 1955) è un pallanuotista e dirigente sportivo greco.
Ha preso parte con la Nazionale di pallanuoto maschile della Grecia alle Olimpiadi estive del 1980 e alle Olimpiadi estive del 1984.  Nel 2009 è stato eletto presidente del Comitato Olimpico Ellenico e nel 2021 è stato eletto presidente dell'associazione dei Comitati Olimpici Europei (COE), organismo internazionale che riunisce i 50 comitati olimpici nazionali d'Europa, riconosciuti dal Comitato Olimpico Internazionale (CIO).